# Karen Seto
Karen Ching-Yee Seto (chinois : 司徒靜儀), née à Hong Kong, est une géographe américaine. Ses recherches portent sur les conséquences de l'urbanisation sur la planète. Elle mobilise la télédétection pour étudier l'évolution de l'occupation du sol, l'urbanisation contemporaine et pour élaborer des questions de durabilité.
Karen Seto est co-responsable du chapitre sur Les établissements humains, les infrastructures et la planification spatiale pour le cinquième rapport d'évaluation du Groupe d'experts intergouvernemental sur l'évolution du climat (GIEC) et co-responsable du chapitre sur l'atténuation urbaine pour le sixième rapport d'évaluation du GIEC. Ses travaux sont récompensés de nombreux prix.

## Biographie

### Enfance et formation
Karen Seto est née à Hong Kong et immigre aux États-Unis lorsqu'elle est enfant. Elle fréquente le lycée catholique de Pomona (en) et l'université de Californie où elle obtient sa licence en sciences politiques,. Elle étudie ensuite à l'université de Boston avec un master conjoint en relations internationales et en gestion des ressources et de l'environnement.

### Carrière
Karen Seto est nommée membre du corps professoral de l'université Stanford en 2000. De 2002 à 2008, elle dirige les outils de gestion des écosystèmes pour la Commission de gestion des écosystèmes de l'Union internationale pour la conservation de la nature (UICN). Pour ses recherches, elle est professeure invitée à l'université nationale de Taipei et à l'université de Copenhague.
En 2008, Karen Seto rejoint l'École d'environnement de Yale (en) et depuis 2017, elle est titulaire de la chaire Frederick C. Hixon de géographie et de science de l'urbanisation,.

### Édition
Elle est co-rédactrice en chef de la revue scientifique Global Environmental Change (en).

## Travaux
Karen Seto étudie l'évolution de l'occupation du sol par l'humain, les processus d'urbanisation et les conséquences environnementales de ces changements sur les écosystèmes de la planète.

### Urbanisation à une échelle nationale

#### En Chine

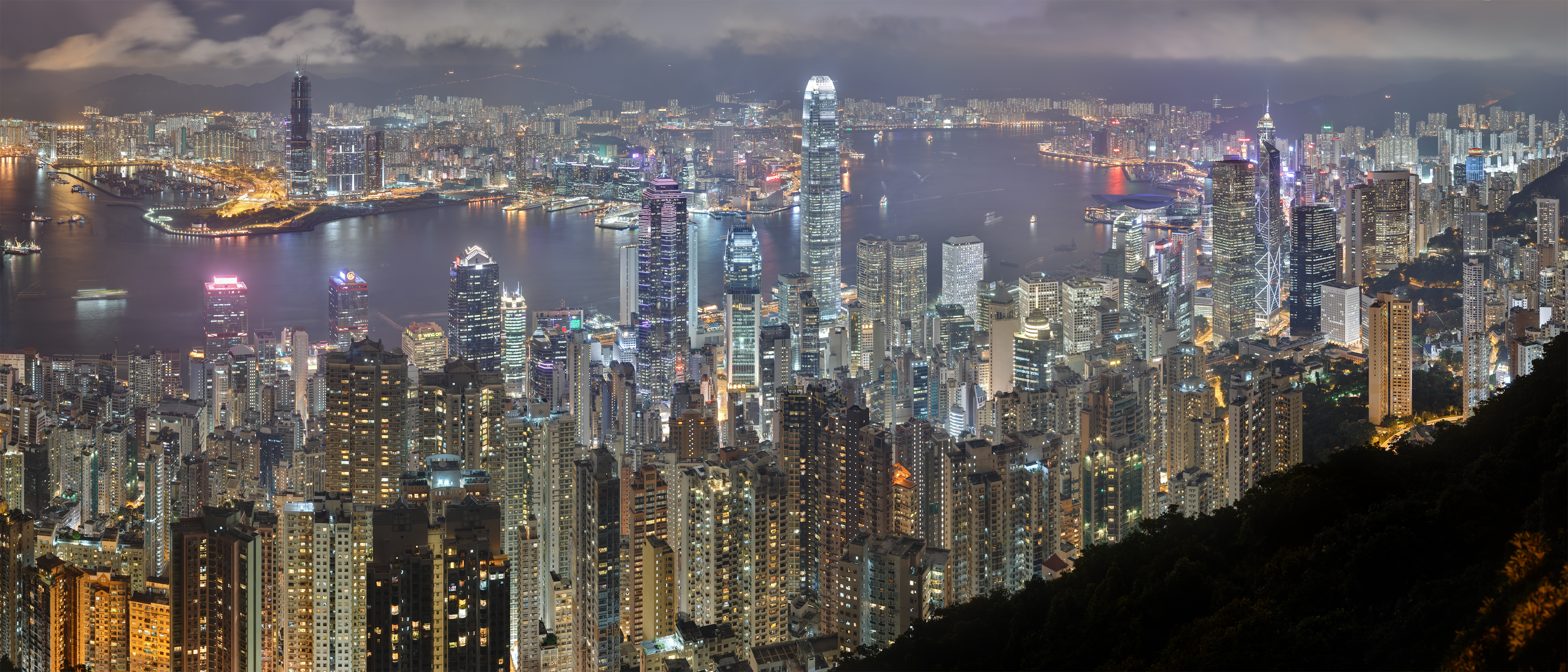
Vue de l'urbanisation de Hong Kong

Son doctorat porte sur l'expansion de l'urbanisation et ses impacts sur les terres agricoles dans le delta de la Rivière des Perles en Chine,. Pour étudier la croissance urbaine, elle combine des données socio-économiques et des images satellites à plusieurs pas temporels afin d'en faire des séries chronologiques, ce qui fait d'elle une pionnière de cette méthode. Elle complète cette étude théorique avec des entretiens sur le terrain pour documenter l'utilisation des terres et la structure spatiale,. Elle constate qu'entre 1988 et 1996, l'urbanisation a augmenté de plus de 300 %, la majorité des terres agricoles ayant été converties en zones urbaines,.

#### En Inde

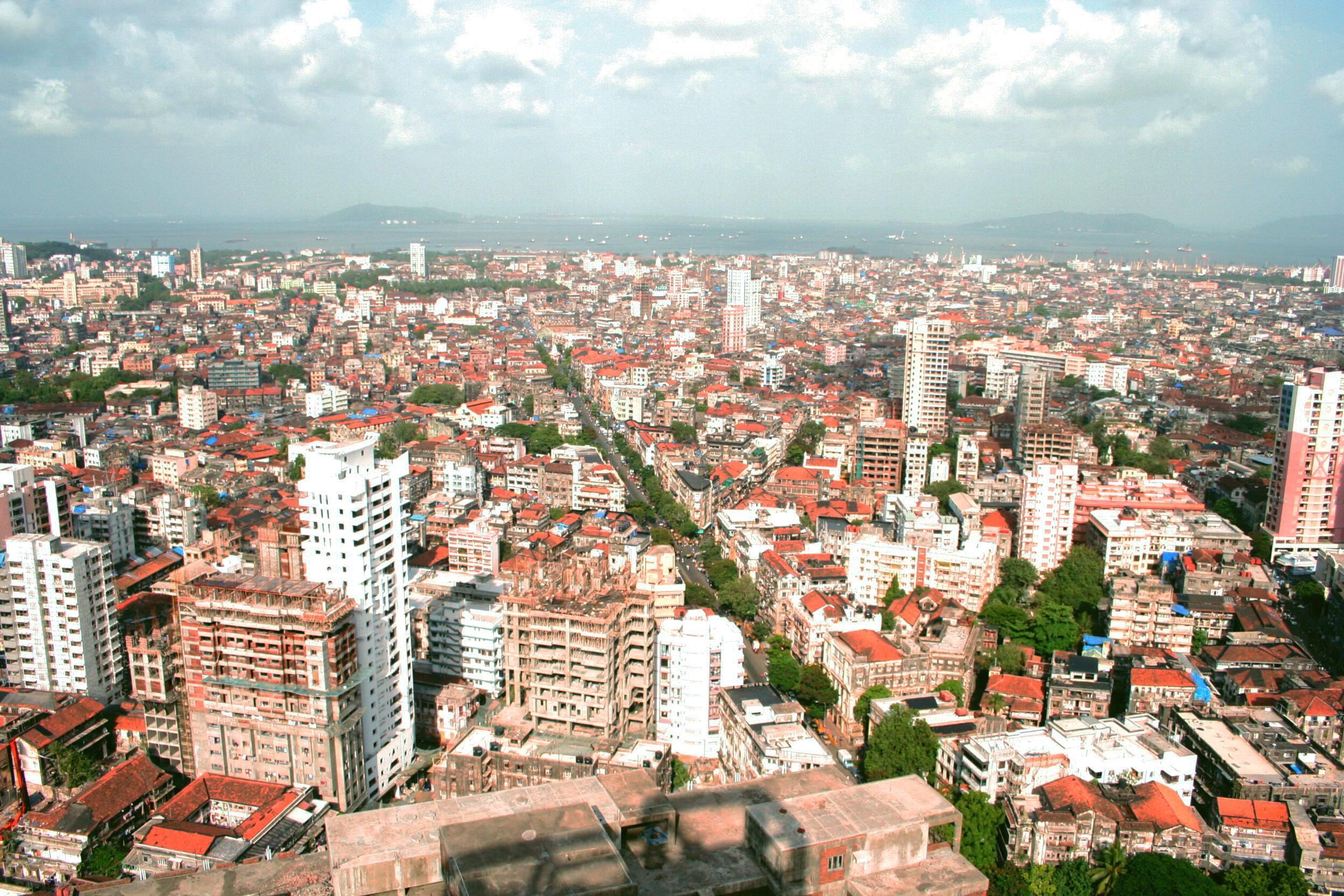
Vue de l'urbanisation de Bombay et son expansion

Karen Seto croise ensuite les images satellites et des données de recensement pour étudier l'urbanisation en Inde,. Elle utilise une gamme d'imagerie satellitaire comprenant des lumières nocturnes, des images dans l'infrarouge visible et des imageries Landsat.

#### Au Népal
Après le tremblement de terre de 2015 au Népal, Karen Seto étudie le lien entre la croissance urbaine et la vulnérabilité aux risques dans la région. Elle dirige un projet de la NASA en ce sens. Avec son collègue de Yale, Eli Fenichel, Seto reçoit un prix Ressources pour l'avenir en 2018 pour estimer la valeur des produits de données satellitaires pour mesurer et cartographier l'urbanisation dans l'Himalaya.

### Conséquences de l'urbanisation à l'échelle mondiale

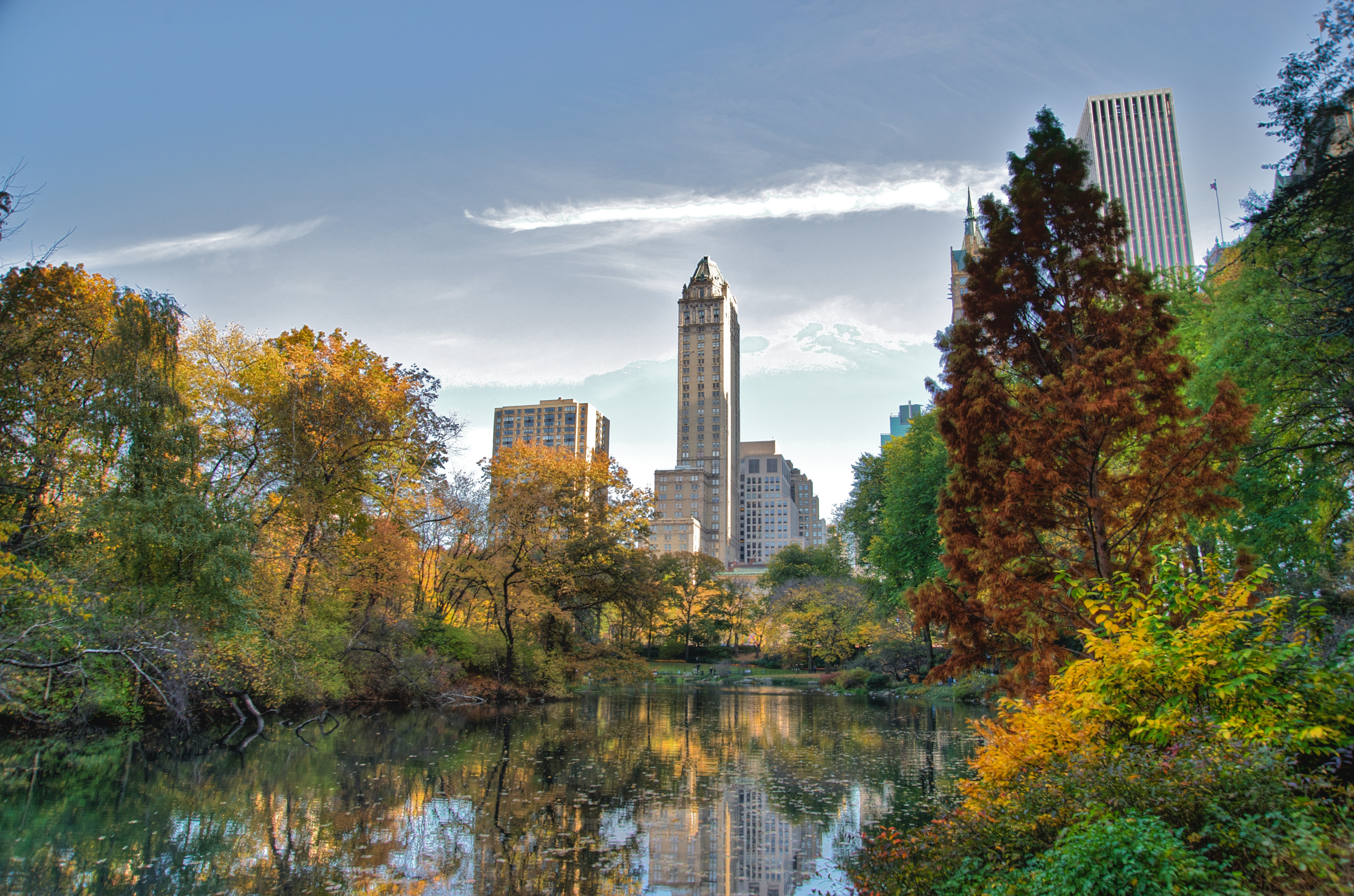
Des parcs urbains comme Central Park peuvent atténuer les conséquences du changement climatique en ville.

Karen Seto transpose ses méthodes à l'échelle mondiale : elle prévoit un triplement des espaces urbanisés. Afin de chercher des leviers permettant urbanisation et durabilité, Karen Seto identifie trois verrous :  
- Réaliser une urbanisation durable est un problème multidimensionnel, or les solutions sont conçues pour une seule dimension (santé publique, biodiversité)[19]. Ces politiques peuvent ainsi ne pas avoir l'impact positif voulu[18].
- L'urbanisation est parfois difficile à étudier et il existe un besoin urgent de développer des méthodes quantitatives pour évaluer les processus sociaux et écologiques[20]. Elle démontre qu'une planification urbaine appropriée et une politique de transport efficace pourraient réduire la consommation d'énergie de 25 % dans les villes du monde entier[21],[22]. Les espaces verts permettent par exemple d'offrir des îlots de fraîcheur et de capter le carbone[23]. Elle préconise un développement urbain plus compact, avec des logements plus proches du lieu de travail afin de développer les mobilités douces[24]. Elle estime que ces changements stratégiques sont plus efficaces que l'investissement dans de nouvelles technologies[25].
- Elle constate que les villes des pays dits en développement sont à l'origine de 86 % de la réduction de la consommation d'énergie, car elles ont le potentiel pour concevoir des stratégies visant à promouvoir les trajets courts[21].

Elle étudie également les « liens cachés » entre l'urbanisation et les systèmes alimentaires,. La nourriture étant produite hors des villes, elle montre qu'il y a des économies en transport à faire. Karen Seto estime que la croissance des zones urbaines dans le monde entier pourrait éliminer d'importantes zones de terres agricoles. Ses travaux prévoient que d'ici 2030, une zone de la taille du New Jersey pourrait être perdue,. 

## Expertise pour le GIEC
Karen Seto est l'autrice de deux rapports pour le Groupe d'experts intergouvernemental sur l'évolution du climat (GIEC). Elle codirige le 5e rapport d'évaluation (AR5) du GIEC de 2014 qui explore les options d'atténuation des gaz à effet de serre dans les zones urbaines. Elle codirige le chapitre sur l'atténuation en milieu urbain du 6e rapport d'évaluation (AR6) de 2022.

## Action de médiation
Elle est la productrice exécutive du film documentaire 10 000 Shovels : Rapid Urban Growth in China, qui documente la rapidité de la croissance urbaine en Chine grâce à de vieilles photos et des images aériennes,.

## Prix et distinctions
Les recherches de Karen Seto remportent de nombreux prix dont :
- Prix New Investigator Program in Earth Science de la NASA en 2000[34]
- Prix CAREER de la Fondation nationale pour la science en 2004[10]
- Prix d'excellence de la recherche sur les dimensions humaines du changement climatique de l'American Association of Geographers en 2017[35],[36]
- Prix en science de la durabilité de la Société américaine d'écologie en 2017[35]
- De 2018 à 2020, elle fait partie des chercheurs les plus cités selon Clarivate Analytics[37],[38],[39]
- Prix des contributions exceptionnelles à la recherche en télédétection de l'American Association of Geographers en 2019[40]

Elle est membre élue de :
- Académie nationale des sciences des États-Unis depuis 2017[41],[42]
- Académie des sciences et de l'ingénierie du Connecticut depuis 2018
- Académie américaine des arts et des sciences depuis 2022[43]
- Association américaine pour l'avancement des sciences depuis 2017[44]

- Fellow de l'Aldo Leopold Leadership en 2009[45]

## Publications

### Ouvrages
- (en) Thomas Elmqvist, Michail Fragkias, Julie Goodness, Burak Güneralp, Peter J. Marcotullio, Robert I. McDonald, Susan Parnell, Maria Schewenius, Marte Sendstad, Karen C. Seto et al., Urbanization, biodiversity and ecosystem services : challenges and opportunities : a global assessment, 2013 (ISBN 978-94-007-7088-1, 94-007-7088-X et 94-007-7087-1, OCLC 859593418, lire en ligne)
- Karen C. Seto et Anette Reenberg, Rethinking global land use in an urban era, The MIT Press, 2014 (ISBN 978-0-262-32212-6, 0-262-32212-9 et 1-306-53158-6, OCLC 874966965, lire en ligne)
- Karen C. Seto, William Solecki et Corrie Griffith, The Routledge handbook of urbanization and global environmental change, Routledge, 2016 (ISBN 978-1-315-84925-6, 1-315-84925-9 et 978-1-317-90932-3, OCLC 958100021, lire en ligne)
- Karen C. Seto et Meredith Reba (préf. Kathryn D. Sullivan), City unseen : new visions of an urban planet, 2018 (ISBN 978-0-300-24108-2, 0-300-24108-9 et 0-300-22169-X, OCLC 1050870965, lire en ligne)

### Articles
- (en) Jianguo Liu, Harold Mooney, Vanessa Hull, Steven J. Davis, Joanne Gaskell, homas Hertel, Jane Lubchenco, Karen C. Seto, Peter Gleick, Claire Kremen et al., « Systems integration for global sustainability », Science, vol. 347, no 6225,‎ 27 février 2015, p. 1258832 (ISSN 0036-8075 et 1095-9203, DOI 10.1126/science.1258832, lire en ligne, consulté le 8 janvier 2023)
- (en) Karen C. Seto, Burak Güneralp et Lucy R. Hutyra, « Global forecasts of urban expansion to 2030 and direct impacts on biodiversity and carbon pools », Proceedings of the National Academy of Sciences, vol. 109, no 40,‎ 2 octobre 2012, p. 16083–16088 (ISSN 0027-8424 et 1091-6490, PMID 22988086, PMCID PMC3479537, DOI 10.1073/pnas.1211658109, lire en ligne, consulté le 8 janvier 2023)
- (en) Karen C. Seto, Michail Fragkias, Burak Güneralp et Michael K. Reilly, « A Meta-Analysis of Global Urban Land Expansion », PLOS ONE, vol. 6, no 8,‎ 18 août 2011, e23777 (ISSN 1932-6203, PMID 21876770, PMCID PMC3158103, DOI 10.1371/journal.pone.0023777, lire en ligne, consulté le 8 janvier 2023)
- (en) Conghe Song, Curtis E. Woodcock, Karen C. Seto et Mary Pax Lenney, « Classification and Change Detection Using Landsat TM Data: When and How to Correct Atmospheric Effects? », Remote Sensing of Environment, vol. 75, no 2,‎ 1er février 2001, p. 230–244 (ISSN 0034-4257, DOI 10.1016/S0034-4257(00)00169-3, lire en ligne, consulté le 8 janvier 2023)

### Documentaire
- 10 000 Shovels : Rapid Urban Growth in China